# Inheemse volken van de Arctische regio
De Inheemse volken van de arctische regio bewonen een van de tien cultuurgebieden waarin antropologen de culturen van de inheemse volkeren van Noord-Amerika verdelen. Het is de enige regio waarbinnen slechts talen van één taalfamilie gesproken worden, en tevens de enige die ook gebied buiten Amerika omvat: een stukje van Siberië. De Arctische regio strekt zich uit van Oost-Siberië via de noordelijkste delen van Alaska en Canada tot aan Groenland.
De huidige bewoners van de Arctische regio zijn pas relatief laat in Amerika gearriveerd, rond 400 v.Chr. Ze zijn doorgaans korter en breder gebouwd dan de andere inheemse volken van Amerika, met een ronder gezicht, een lichtere huid en amandelogen. Ze behoren tot twee verwante groepen, de Eskimo's en de Aleoeten, die beiden een tak van de Eskimo-Aleoetische taalfamilie spreken.
De Eskimo's en Aleoeten hebben zich aangepast aan het harde leven in de Arctis. Ze leven voornamelijk van de jacht, aangevuld met visserij. Bekende producten van deze culturen zijn iglo's, kajaks en hondensleden, maar deze werden niet door alle volken uit het Subarctische gebied gebruikt.

## Bevolking

### Oude culturen

#### Oud-Beringisch
De oudst aangetoonde bewoners van Alaska (vanaf ca. 12.000 v.Chr.) worden Oud Beringisch (Ancient Beringian) genoemd. Ze hadden genetische en culturele banden met Centraal-Siberië.
- Paleo-Arctische culturen

#### Paleo-Eskimo
De Oud-Beringiërs werden opgevolgd door de Paleo-Eskimo's. Deze waren dragers van prehistorische culturen in Rusland, Alaska, Canada en Groenland van 2500 v.Chr. tot 1500 n.Chr. Genetisch is hun invloed, zij het in geringe mate, terug te vinden bij de huidige Na-Denévolkeren.
- Arctische kleine werktuigtraditie, prehistorische cultuur, 2500 v.Chr., Beringstraat
  - Pre-Dorsetcultuur, oostelijke Arctis, 2500–500 v.Chr.
  - Saqqaqcultuur, Groenland, 2500–800 v.Chr.
  - Independence I-cultuur, Noordoost-Canada en Groenland, 2400–1800 v.Chr.
- Independence II-cultuur, Noordoost-Canada en Groenland, 800–1 v.Chr.
- Groswatercultuur, Labrador en Nunavik in Canada, 1000 v.Chr-200 n.Chr.
- Dorsetcultuur, 500 v.Chr.–1500 n.Chr., Alaska, Canada

#### Neo-Eskimo
De Paleo-Eskimo's werden verdrongen door de Neo-Eskimo's. Deze waren de directe voorouders van de huidige inheemse volkeren.
- Nortoncultuur, Alaska, 1000 v.Chr. - 800 AD
- Birnirkcultuur, Alaska, 500-900
- Thulecultuur, Alaska, Canada, Groenland, 900–1500

### Huidige volken

kaart met de verspreiding van eskimo-dialecten

- Aleoeten, Aleoeten en Kraj Kamtsjatka in Rusland
- Inuit, Rusland, Alaska, Canada, Groenland
  - Groenlandse Inuit, Groenland
    - Kalaallit, West-Groenland
    - Avanersuarmiut, Noord-Groenland
    - Tunumiit, Oost-Groenland

  - Inuvialuit, West-Canadese Arctis
  - Iñupiat, Noord- en Noordwest-Alaska
- Yupik, Alaska en Rusland (in de Nederlandse transliteratie van het Russisch Joepik geschreven) 
  - Alutiiq (Chugach en Pacifische Yupik), Alaska-schiereiland, kust en binnenland van het zuiden van Centraal-Alaska
  - Centraal Alaska-Yup'ik, het westen van Centraal-Alaska
    - Cup'ik, Hooper Bay en Chevak, Alaska
    - Nunivak Cup'ig Nunivak Island, Alaska

  - Siberische Joepiken, Oost-Siberië en St. Lawrence Island, Alaska
    - Tsjaplino
    - Naoekan
    - Sirenik Eskimo's, Siberië